# Maa (langue)
Pour les articles homonymes, voir Maa.
Le maa (ou massaï ou maasai ou masaï) est une langue nilotique orientale parlée par les Masaï dans le Sud du Kenya et le Nord de la Tanzanie, soit entre 300 000 et 900 000 locuteurs. Elle est très proche de variantes telles que le samburu (en) (ou sampur) parlé par les Samburu dans le centre du Kenya, et du chamus, parlé au sud et au sud-est du lac Baringo, parfois considéré comme un dialecte du samburu. Les Masaï, les Samburu et les il-Chamus sont historiquement apparentés et désignent tous leur langue par le terme ɔl Maa.

## Écriture
Le massaï est écrit à l’aide de l’alphabet latin, avec ou sans caractère supplémentaire selon les conventions.

### Alphabet
Un grand nombre d’ouvrage utilise l’alphabet suivant :
| a | b | c | d | e | g | h | i | j | k | l | m | n | ngʼ | o | p | r | s | t | u | w | x | y | z |

Le ‹ ngʼ › est parfois écrite ‹ ng ›, et le ‹ c › est parfois écrit ‹ ch ›.
Selon le dictionnaire de Payne et Ole-Kotikash, les lettres et digraphes de l’alphabet massaï sont :
| a                       | b | d | e | ɛ | g | h | i | ɨ | j | k | l | m | n | ny | ŋ | o | ɔ | p | r | rr | s | sh | t | u | ʉ | w | wu | y | yi |
| Valeur phonétique (API) |   |   |   |   |   |   |   |   |   |   |   |   |   |    |   |   |   |   |   |    |   |    |   |   |   |   |    |   |    |
| a                       | ɓ | d | e | ɛ | ɠ | h | i | ɪ | ʄ | k | l | m | n | ɲ  | ŋ | o | ɔ | p | ɾ | r  | s | ʃ  | t | u | ʊ | w | w* | j | j* |

## Exemples
| Mot             | Traduction | Prononciation standard |
| --------------- | ---------- | ---------------------- |
| terre           | en-kop     |                        |
| ciel            | shumata    |                        |
| eau             | enk-are    |                        |
| feu             | en-kima    |                        |
| homme           | ol-tungani |                        |
| femme           | en-kitok   |                        |
| manger          | a-inos     |                        |
| boire           | a-ok       |                        |
| grand           | sapuk      |                        |
| petit           | oti        |                        |
| nuit            | en-kewarie |                        |
| jour            | enk-olong  |                        |
| village         | boma       |                        |
| guerrier        | morani     |                        |
| championne      | moja       |                        |
| plaine sans fin | serengeti  |                        |